# Młyniska (potok)
Młyniska – potok, dopływ Cichej Wody, uznawany za dolny bieg Strążyskiego Potoku. Zmiana nazwy Strążyskiego Potoku na Młyniska następuje od ujścia Potoku ku Dziurze. Dawniej nazwę potoku Młyniska rozciągano bardziej w górę, co prawdopodobnie związane było z polaną Młyniska w dolnej części Doliny Strążyskiej.
Potok Młyniska rozpoczyna swój bieg na wysokości 897 m i płynie w Rowie Zakopiańskim ze średnim spadkiem 3%. Meandruje, żłobiąc w materiale akumulacyjnym (kamienie, żwir) koryto o głębokości do 2 m, w niektórych miejscach aż do fliszowego podłoża. W przepuszczalnym podłożu gubi około 20% wody. Pomiar wykonany 18 sierpnia 1956 r. wykazał u ujścia z Tatr przepływ 101,1 l/s, a przy ujściu Białego Potoku tylko 88 l/s. Uchodzi do Cichej Wody jako jej prawy dopływ na wysokości 821 m. Następuje to na osiedlu Łukaszówki. Od jego ujścia Cicha Woda zmienia nazwę na Zakopiankę.
Ma trzy dopływy: Potok ku Dziurze, Biały Potok i Foluszowy Potok.